# Käseverordnung
Die Käseverordnung ist eine deutsche Rechtsvorschrift zum Lebensmittel Käse.
Die Käseverordnung beinhaltet im Wesentlichen die rechtliche Definition von Käse, die Anforderungen an die Produktion von Käse und Produkten mit Käse und die allgemeine Einordnung von Käsesorten nach Fettstufen. Daneben werden weitere Unterscheidungen nach Käsegruppen, geografischen Herkunftsbezeichnungen und Güteklassen festgelegt sowie die Verwendung der Begriffe Standardsorten und Markenkäse geregelt. Breiten Raum nehmen die Vorschriften über die Kennzeichnung von Käse, den Umgang mit Labaustauschstoffen und Lab-Pepsin-Zubereitungen ein.

## Geschützte geografische Herkunftsbezeichnungen
In Deutschland sind nach Anlage 1b zu § 8 der Käseverordnung folgende geographische Herkunftsbezeichnungen geschützt:
- Allgäuer Emmentaler
- Allgäuer Bergkäse
- Altenburger Ziegenkäse
- Odenwälder Frühstückskäse
- Sonneborner Weichkäse
- Tiefländer
- Tollenser

## Weblinks

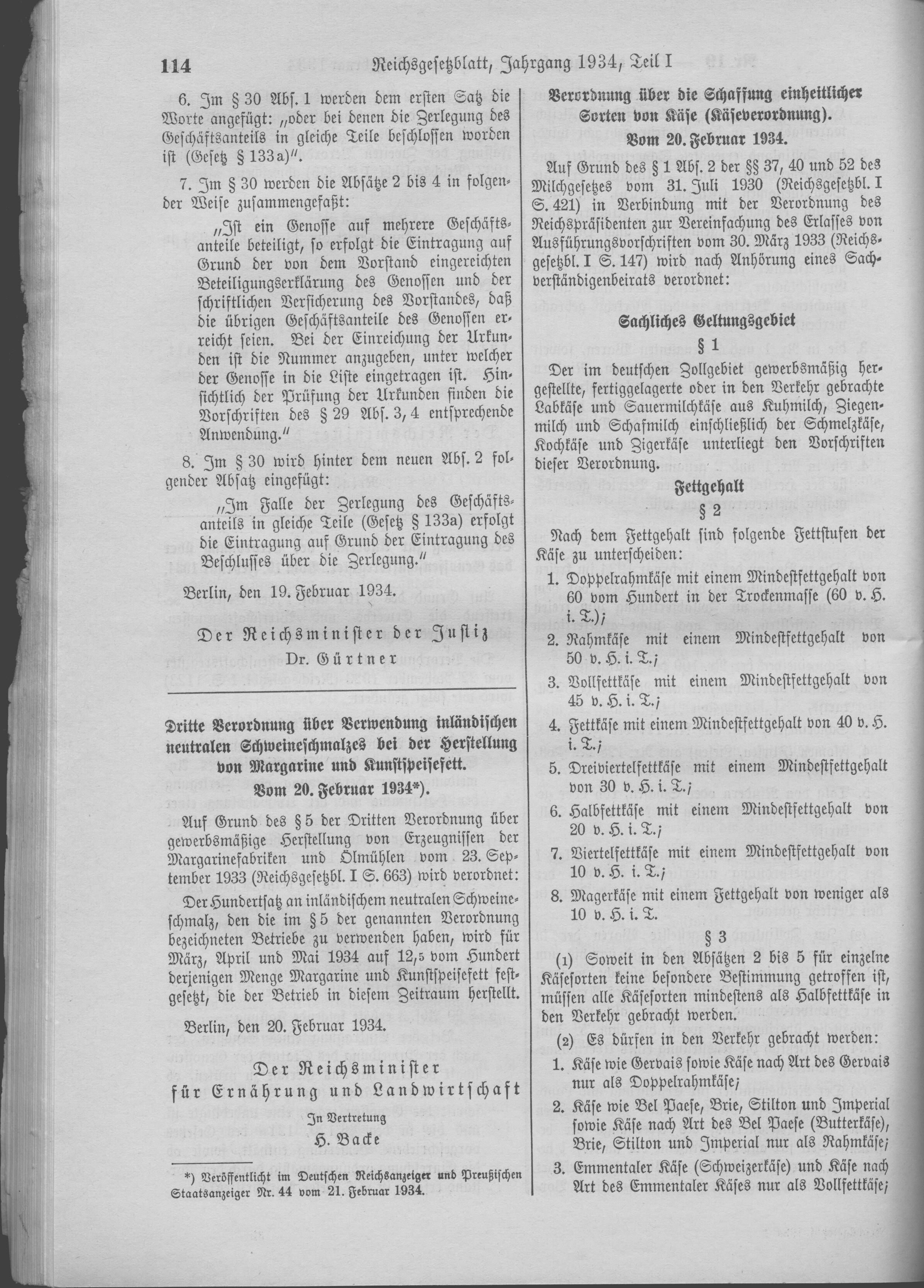
Käseverordnung vom 20. Februar 1934